# Deyovaisio Zeefuik
Deyovaisio Evan Zeefuik (* 11. März 1998 in Amsterdam, Niederlande) ist ein niederländischer Fußballspieler. Der Rechtsverteidiger steht bei Hertha BSC unter Vertrag.

## Karriere

### Verein
Deyovaisio Zeefuik, dessen Wurzeln in Suriname liegen und dessen älterer Bruder Género (* 1990) ebenfalls Fußballspieler ist, spielte zunächst bei Amsterdamse Sport Vereniging Door Wilskracht Verkregen, kurz ASV DWV, im Amsterdamer Stadtbezirk Noord, bevor er 2006 in die Nachwuchsakademie von Ajax Amsterdam wechselte. Im März 2016 nahm er noch während seiner Zeit als A-Jugendlicher am Trainingsbetrieb der Profimannschaft teil, bevor er seinen ersten Profivertrag unterschrieb, der bis zum 30. Juni 2019 datiert war. Zur Saison 2016/17 stieg Deyovaisio Zeefuik in die in der zweiten Liga spielende zweite Mannschaft (Jong Ajax) auf. Seinen ersten Einsatz für die Profimannschaft in der Eredivisie hatte er am 16. April 2017 beim 5:1-Heimsieg gegen den SC Heerenveen. Nachdem Zeefuik zur Saison 2017/18 den Jugendmannschaften entwachsen war, absolvierte acht Pflichtspiele für die Profis, ehe er am 31. Januar 2018 an den FC Groningen verliehen wurde.
Im Norden der Niederlande erkämpfte sich Zeefuik im Laufe der Rückrunde einen Stammplatz. Zum Ende der Saison 2017/18 belegte der FC Groningen den 12. Platz. Zur Saison 2018/19 schloss sich Deyovaisio Zeefuik endgültig den Groningern an und unterschrieb einen Vertrag mit einer Laufzeit von drei Jahren. Sein erstes Tor in der Eredivisie schoss er am 2. Dezember 2018 beim 5:2-Heimsieg gegen NAC Breda mit dem Treffer zum 3:2. Deyovaisio Zeefuik trug mit einem Tor in 30 Partien zum achten Platz in der Abschlusstabelle bei, der gleichbedeutend mit der Qualifikation für die Play-offs um die Teilnahme an der zweiten Qualifikationsrunde zur UEFA Europa League war. Dort schied der FC Groningen im Halbfinale gegen Vitesse Arnheim aus.
Zur Saison 2020/21 wechselte Zeefuik in die Bundesliga zu Hertha BSC. In seiner ersten Bundesligasaison kam er auf 22 Einsätze davon stand er 10-mal in der Anfangsformation. Er erzielte dabei 1 Tor und bekam eine Gelb-Rote Karte. Seinen ersten Treffer erzielte er beim 3:0-Heimsieg gegen Bayer 04 Leverkusen am 21. März 2021. In der Hinrunde 2021/22 kam er unter Pal Dardai und Tayfun Korkut auf 11 Einsätze (6-mal von Beginn).
Anfang Januar 2022 wechselte bis zum Ende der Saison 2021/22 zu den Blackburn Rovers, die anschließend über eine Kaufoption verfügten. Bis zum Saisonende kam er jedoch nur zu 6 Ligaeinsätzen. Die Rovers verzichteten auf das Ziehen der Kaufoption, womit der Niederländer zur Saison 2022/23 nach Berlin zurückkehrte. Mitte Januar 2023 wurde er für den Rest der Saison in die Serie A zu Hellas Verona ausgeliehen.
Nachdem die Berliner aus der Bundesliga abgestiegen sind, kehrte Zeefuik zur Hertha zurück. In der Saison 2023/24 kam er auf 18 Einsätze und verlängerte nach der Saison seinen auslaufenden Vertrag bis 2025.
Zur Saison 2025/26 verlängerte Zeefuik seinen auslaufenden Vertrag bis 2027.
Seit der Saison 2025/26 ist Zeefuik Vize-Kapitän von Hertha BSC, zusammen mit Toni Leistner.

### Nationalmannschaft
Deyovaisio Zeefuik absolvierte am 12. September 2014 beim 1:0-Sieg im EM-Qualifikationsspiel im deutschen Kelheim gegen Israel sein einziges Spiel für die U17-Nationalmannschaft der Niederlande. Danach absolvierte er mindestens eine Partie für die U18 sowie zehn Spiele für die U19-Auswahl. Mit dieser Altersklasse nahm Zeefuik an der Europameisterschaft 2016 in Deutschland teil, wo er zu vier Einsätzen kam und den fünften Platz erreichte. Dadurch qualifizierte sich die niederländische U20 für die Weltmeisterschaft 2017 in Südkorea, an der Deyovaisio Zeefuik allerdings nicht teilnahm. Für die U20-Nationalmannschaft kam er zu acht Einsätzen. Am 16. November 2018 debütierte er bei der 0:3-Niederlage im Freundschaftsspiel in Offenbach am Main gegen Deutschland für die U21 der Niederlande.